# Cora (Wyoming)
Cora – jednostka osadnicza w Stanach Zjednoczonych, w stanie Wyoming, w hrabstwie Sublette.